# Junge Deutsche Physikalische Gesellschaft
Die junge Deutsche Physikalische Gesellschaft (jDPG oder junge DPG) ist ein bundesweites Netzwerk für Schüler, Studierende und Promovierende. Sie ist ein Arbeitskreis der DPG und ergänzt das fachliche Programm der DPG. Die Angebote richten sich insbesondere an junge Physiker.

## Geschichte
Die jDPG wurde Ende 2005 in Dresden gegründet und 2006 von der DPG offiziell als Arbeitsgruppe anerkannt. Im Jahr 2011 feierten die Mitglieder das 5-jährige Jubiläum mit einem Kongress zum Thema Physik ist Mobilität in Wolfsburg. Ihr 10-jähriges Jubiläum feierte die jDPG im Jahr 2016 in Dresden unter dem Motto Es lebe die Physik.
Im März 2014 wurde zwischen der DPG und der European Physical Society (EPS) ein Vertrag ausgehandelt, der die junge DPG in das internationale Young Minds eingliedert. Die junge DPG nimmt, stellvertretend für die DPG, die Mitgliedschaft in der International Association of Physics Students war.
Im November 2017 wurde die junge DPG von einer Arbeitsgruppe in einen Arbeitskreis der DPG umgewandelt. Dies ist verbunden mit Stimmrecht im DPG-Vorstandsrat und höherer Sichtbarkeit in der DPG. Die Bedeutung der Nachwuchsförderung in der DPG wurde mit der zusätzlichen Schaffung eines Vorstandsamts für junge Mitglieder und Berufsfragen unterstrichen.
Die jDPG zählt mehr als 4000 Mitglieder (Stand 2023) und etwa die Hälfte aller DPG-Mitglieder ist unter 30 Jahre alt und damit Teil der Zielgruppe der jDPG. Die regionale Arbeit der jDPG findet in über 30 Regionalgruppen statt.
Im November 2011 würdigte die DPG das Engagement des jDPG-Bundessprechers Alexander Heinrich mit der Verleihung der DPG-Ehrennadel. Er war der jüngste Träger der Ehrennadel, bis 2014 diese Ehre auch der ehemaligen Bundessprecherin Anna Bakenecker und Matthias Zimmermann für die Ausrichtung der International Conference of Physics Students zuteilwurde. Im Jahr 2021 wurden zudem David Ohse, Annika Tebben und Hannes Vogel mit der Ehrennadel gewürdigt für die Initiierung und Ausrichtung der DPG-Schülertagung, einer Tagung speziell für Schülerinnen und Schüler.

## Aktivitäten
Die junge DPG beschäftigt sich über das Studium hinaus mit dem Thema Physik und sorgt für einen Austausch über einzelne Universitäten hinus. Dazu veranstaltet die jDPG jedes Jahr mehr als 200 lokale, regionale und bundesweite Veranstaltungen. Dieses Angebot richtet sich insbesondere an Schüler, Studierende und Promovierende mit Interesse an Physik.
Neben wissenschaftlichem Programm bietet die jDPG auch Programm zur Berufsvorbereitung und -orientierung an. In den Seminaren und Workshops der jDPG können Studierende ihre physikalischen Kenntnisse verfeinern und Wissen austauschen. Auf den bundesweiten Sommerexkursionen werden Forschungsstandorte in ganz Deutschland vorgestellt. Zudem beteiligen sich die Aktiven der jungen DPG mit Vorträgen und Symposien an den Frühjahrstagungen der DPG.
Auch organisiert die jDPG regionale Treffen und bundesweite Vernetzungstreffen zum Austausch der Mitglieder. Vor Ort bieten die Regionalgruppen unter anderem Vorträge, Exkursionen und regelmäßige Treffen an.
Auch beteiligt sich die junge DPG mit Artikeln, Berichten sowie Interviews am Physik Journal, der offiziellen Mitgliederzeitschrift der DPG. Sie arbeitet eng mit der Zusammenkunft aller Physikfachschaften ZaPF zusammen. Zwischen 2012 und 2016 veröffentlichte die jDPG auch das Online-Schülermagazin Detektor, in welchem Schülerinnen und Schüler eigene naturwissenschaftliche Artikel veröffentlichen konnten.

### Physikfrühstück
Sogenannte Physikfrühstücke sind Teil des schulischen Programms der jDPG. Dort gewinnen Schüler einen Einblick in das Physikstudium und können mit Studierenden der Physik und ausgewählten Gästen beim gemeinsamen Frühstück in Kontakt treten. Anschließend gibt es ein Programm, welches den Teilnehmenden ermöglicht, einen Tag an der Uni zu verbringen. Dabei kann das Programm von Fachvorträgen, über Laborführungen und eigenem Experimentieren bis hin zu Besuchen von regulären Vorlesungen gehen. Der Schwerpunkt liegt auf der Möglichkeit zum persönlichen Gespräch. Die Projektleiterin Annika Tebben wurde dafür 2014, wie im Jahr zuvor das Team von Detektor, mit dem MINT-Botschafterpreis ausgezeichnet.

### Schülertagung
Seit 2015 organisiert die jDPG jährlich die DPG-Schülertagung. Dort kommen aus ganz Deutschland naturwissenschaftlich-begeisterte Schüler und Schülerinnen ab 16 Jahren zusammen, um eigene Forschungsarbeiten (bspw. im Rahmen von Jugend forscht) zu präsentieren, die Vorträge Gleichaltriger zu besuchen und mit anderen Physikinteressierten ins Gespräch zu kommen. Das Programm beinhaltet Plenarvorträge, Workshops und eine Podiumsdiskussion sowie auch ausreichend Zeit zur Vernetzung. In Gesprächspausen können die Teilnehmenden mit internationalen Experten über aktuelle Forschung und die gesellschaftliche Bedeutung der Physik diskutieren. 2017 fand zum ersten Mal eine mehrtägige Schülertagung statt, an der insgesamt 100 Jugendliche teilnahmen.

### DOPPLERS
Die „Deutsche Olympiade im Physik-Probleme-Lösen Eifrig Rätselnder Studierender“ (DOPPLERS) wurde 2015 von Markus Schmitt und Thomas Kotzott ins Leben gerufen und findet seitdem jährlich statt. Kern der Veranstaltung ist ein vierstündiger Team-Wettbewerb im Lösen von Aufgaben der theoretischen Physik. Die erfolgreichsten Teams des Wettbewerbs nehmen für Deutschland am internationalen Pendant „Physics League Across Numerous Countries for Kick-ass Students“ (PLANCKS) teil. Um die eigentliche Wettbewerbsklausur herum gibt es ein Rahmenprogramm mit wissenschaftlichen Vorträgen sowie gegenseitigem Kennenlernen und der Erkundung des Wettbewerbsortes.

### Internationale Aktivitäten
Zusammen mit äquivalenten Vereinigungen anderer Länder hat die jDPG in den vergangenen Jahren verschiedene Austausche etabliert. Seit 2013 findet beim Mafihe-Austausch mit ungarischen Studierenden die erste regelmäßige Veranstaltung dieser Art statt. Im Jahr 2017 kam mit dem „German Italian Physics Exchange“ (GIPE) ein solcher Kontakt nach Italien zustande. Des Weiteren pflegt die jDPG auch Kontakte zum studentischen Teilen der spanischen Real Sociedad Española de Física (RSEF) sowie der Physical Society of Taiwan (TPS).
Durch Teilnahme an internationalen Veranstaltungen wie der International Conference of Physics Students (ICPS) fördert die jDPG die weltweite Vernetzung von Studierenden der Physik. Im Jahr 2014 fand die 29. ICPS in Heidelberg und im Jahr 2019 die 34. ICPS in Köln statt, organisiert von Aktiven der jungen DPG.

### Exkursionen
Die jDPG führt jedes Jahr zwei Exkursionen an Physikstandorte in Deutschland durch, die fünftägige Sommerexkursion und die dreitägige Bundesweite Exkursion. Ziel dieser beiden Exkursionen ist es, Forschungs- und Studienstandorte innerhalb Deutschlands kennenzulernen und damit auch Physikstudierende weiter zu vernetzen. Beide Veranstaltungen richten sich an Studierende in allen Studienabschnitten.

### Theo-Workshop
Zu Beginn jedes Jahres bietet die jDPG einen vier- bis fünftägigen Workshop zur theoretischen Physik für Studierende gegen Ende des Bachelors und im Master an. Dort werden von verschiedenen Forschenden eines spezifischen Themengebietes der theoretischen Physik gehalten, die auf die Zielgruppe abgestimmt sind. Zusätzlich gibt es die Möglichkeit, im Rahmen des Programmes mit den Forschenden ins Gespräch zu kommen.

### Wochenendseminar
In unregelmäßigen Abständen führt die jDPG Wochenendseminare durch. Bei diesen wird ein interdisziplinäres Thema mit Physikbezug von den Teilnehmenden bearbeitet. Themen dieser Seminare sind beispielsweise komplexe Systeme oder die Philosophie der Raumzeit.

### Berufsvorbereitendes Programm
Ziel des berufsvorbereitenden Programms der jungen DPG ist es, jungen Studierenden und Promovierenden Hilfestellung beim Berufseinstieg zu bieten. Dabei ist vor allem das Aufzeigen verschiedener beruflicher Möglichkeiten von Physikern ein wichtiger Bestandteil. Das berufsvorbereitende Programm umfasst regionale, nationale und digitale Veranstaltungen und Angebote.
Ein wichtiger Bestandteil der Berufsvorbereitung ist das DPG-Mentoring-Programm. Es vermittelt Studierenden am Ende des Studiums oder in der Promotion erfahrene Physiker aus Forschung oder Wirtschaft, die beim Berufseinstieg unterstützen.
Auf regionaler Ebene finden vor allem Veranstaltungen der Reihe „Physiker:innen im Beruf“ statt. Bei dieser Veranstaltung werden meist ein oder zwei Physiker eingeladen, welche in regionalen Unternehmen arbeiten. Diese berichten in Vorträgen von ihrem Lebensweg, Arbeitsalltag und Erfahrungen. Anschließend folgen Fragerunden, in denen die Teilnehmenden ihre Interessen ansprechen können.
Berufsvorbereitungsseminare finden national in wechselnden Städten statt. In den meist dreitägigen Veranstaltungen halten Physiker aus verschiedenen Arbeitsbereichen Vorträge und geben Tipps und Hinweise für den Karriereweg. Zusätzlich sind Workshops mit beispielsweise Bewerbungstraining, Gehaltsverhandlungsstrategien oder Stärkenanalyse Teil der Veranstaltung.
Ebenfalls national finden Berufstage statt. Hier wird ein Schwerpunkt auf bestimmte Branchen wie zum Beispiel Optikindustrie, Politikberatung oder Halbleiterindustrie gelegt. Aus diesen Feldern werden mehrere berufstätige Physiker zu Vorträgen, Fragerunden und Podiumsdiskussionen eingeladen.

### Podcast „Meet your Future“
Im Jahr 2020 wurde das jDPG Podcast Team gegründet und produziert seitdem den Podcast „Meet your Future“. Der Podcast „Meet your Future“ soll die diversen Berufsfelder in der Physik sichtbar machen. Dabei ist das Konzept ähnlich zu den Veranstaltungen „Physiker:innen im Beruf“: Physiker aus verschiedensten Bereichen werden eingeladen und interviewt. Die Auswahl der Eingeladenen geht vom Geschäftsführer einer Hard- und Softwarefirma, über eine Kuratorin am Deutschen Museum, bis hin zu einer Projektmanagerin bei der Klimaschutzorganisation „atmosfair“.

### Abiturpreistreffen
Mit dem DPG-Abiturpreis werden besondere Leistungen im Bereich der Physik gewürdigt. Er besteht unter anderem aus einer kostenlosen einjährigen Mitgliedschaft in der DPG. Die junge DPG organisiert dazu auch regionale Abiturpreistreffen. Hier erhalten die Abiturpreistragende einen Einblick in die Aktivitäten ihrer lokalen Regionalgruppe der jDPG und knüpfen erste Kontakte an der Universität. Seit 2020 findet zusätzlich das bundesweite digitale Abiturpreistreffen statt.[] Hier können sich Teilnehmende von zuhause aus mit jDPG-Mitgliedern aus ganz Deutschland vernetzen. Mit durchschnittlich 500 Teilnehmenden ist das bundesweite digitale Abiturpreistreffen eine der größten Veranstaltungen der jDPG.

### Vernetzungstreffen
Bei einem Vernetzungstreffen kommen Mitglieder aus der Umgebung zusammen, um sich auszutauschen und zu vernetzen. In verschiedenen Workshops können die Mitglieder der jungen DPG ihr Wissen und ihre Erfahrungen miteinander teilen und weitergeben. Auch werden neue Ideen und Konzepte für die Arbeit innerhalb und zwischen den Regionalgruppen erarbeitet. Häufig entstehen gemeinsame Veranstaltungsideen, die später von benachbarten Regionalgruppen durchgeführt werden.

### Mitgliederversammlung
Die Mitgliederversammlung ist das höchste Gremium der jDPG auf Bundesebene und entscheidet über Inhalte sowie bundesweite Projekte der DPG. Eine der wichtigsten Aufgaben der Mitgliederversammlung ist die Wahl des jDPG-Bundesvorstandes (siehe auch Vorsitzende und Bundesvorstand der jDPG). Jedes Mitglied darf bei dieser Wahl kandidieren und ist stimmberechtigt. Der amtierende Bundesvorstand berichtet von seinen Tätigkeiten und steht für Fragen zur Verfügung. Darüber hinaus werden Beschlüsse gefasst und es werden bundesweite Themen der jDPG diskutiert.
Die Mitgliederversammlung ist in ein Wochenende eingebettet, welches zum Vernetzen der Mitglieder einlädt und mit Workshops zum Austauschen und Voranbringen von Ideen anregt.

## Vorsitzende und Bundesvorstand der jDPG
Die Bundesvorsitzenden (ehemals Bundessprecher) der jungen DPG leiten den Bundesvorstand, vertreten die jDPG gegenüber (inter-)nationalen Partnerorganisationen. Sie werden auf den Mitgliederversammlungen mit den anderen Bundesvorstandsmitgliedern gewählt. Insgesamt gibt es neben dem oder der Bundesvorsitzenden neun weitere Bundesvorstandsmitglieder:
- Bundesvorstandsmitglied für Finanzen
- Bundesvorstandsmitglied für Wissenschaftliches Programm
- Bundesvorstandsmitglied für Öffentlichkeitsarbeit
- Bundesvorstandsmitglied für Regionalgruppenangelegenheiten
- Bundesvorstandsmitglied für Hochschule und Gesellschaft
- Bundesvorstandsmitglied für Internationale Angelegenheiten
- Bundesvorstandsmitglied für Schule, Lehramt und Nachwuchs
- Bundesvorstandsmitglied für Berufsvorbereitung
- Bundesvorstandsmitglied für Promotion

Der Bundesvorstand der jDPG trifft sich regelmäßig und wird dabei vom DPG-Vorstandmitglied für junge Mitglieder und Berufsfragen beraten.
| Zeitraum  | Vorsitz               | Finanzen           | Öffentlichkeitsarbeit         | Regionalgruppenanlegenheiten | Hochschule und Gesellschaft | Internationales     | Schule, Lehramt und Nachwuchs | Wissenschaftliches Programm   | Berufsvorbereitendes Programm | Promotion         |
| --------- | --------------------- | ------------------ | ----------------------------- | ---------------------------- | --------------------------- | ------------------- | ----------------------------- | ----------------------------- | ----------------------------- | ----------------- |
| Ab 2024   | Malena Wempe          | Adelind Elshani    |                               | Laura Prüß                   | Raja Hoffmann               | Patrick Streinkraus | Max Tuchtenhagen              | Katrin Lossen                 | Moritz Vanselow               | David Smolinski   |
| 2023–2024 | Amelie Coumans        | Pauleo Nimtz       | Maël Averdung                 | Georg Voigt                  | Samuel Ritzkowski           | Zoé Abraham         | Tobias Leonhard               | Katrin Lossen                 | Annegret Rößler               | David Smolinski   |
| 2022–2023 | Sabine Rockenstein    | Pauleo Nimtz       | Julian Späthe                 | Timo Marks                   | Samuel Ritzkowski           | Zoé Abraham         | Agit Mahsum Caran             | Franka Neumann                | Maurice Rieger                | Sören Kotlewski   |
| 2021–2022 | Nils Sommer           | Sabine Rockenstein | Jan Rothörl                   | Philipp Käse                 | Samuel Ritzkowski           | Rebecca Hoffmann    | David Steffen                 | Sören Kotlewski               | Constantin Krause             | Verena Feulner    |
| 2020–2021 | Nils Sommer           | Sabine Rockenstein | Tim Friedrich Lutz Wilhelm    | Philipp Käse                 | Jonah E. Nitschke           | Rebecca Hoffmann    | David Steffen                 | Sören Kotlewski               | Constantin Krause             | Steven Becker     |
| 2019–2020 | David Ohse            | Felix Klein        | Lara Stürenburg               | Tim Friedrich Lutz Wilhelm   | Jonah E. Nitschke           | Florina Schalamon   | Lara Grabitz                  | Robert Meyer (ehemals Rauter) | Franziska Keilbach            | Tim Kutz          |
| 2018–2019 | Hannes Vogel          | Monique Honsa      | Lara Stürenburg               | Merle Sommer                 | Falk Smilowski              | Florina Schalamon   | Andreas Woitzik               | Robert Meyer (ehemals Rauter) | Enrico Stein                  | Felix Klein       |
| 2017–2018 | Christina Nolte       | Lars Richter       | David Ohse                    | Jannis Schaeper              | Merten Dahlkemper           | Oliver Hahn         | Hannes Vogel                  | Matthias Dahlmanns            | Enrico Stein                  | René Hamburger    |
| 2016–2017 | Christina Nolte       | Lars Richter       | Tobias Messer                 | Jannis Schaeper              | Merten Dahlkemper           | Michael Bornholdt   | Hannes Vogel                  | Matthias Dahlmanns            | David Ohse                    | Martin Wengenmayr |
| 2015–2016 | Georg Winner          | Christina Nolte    | Tobias Messer                 | Jannis Schaeper              | Eric Abraham                | Wiebke Hahn         | Annika Tebben                 | Matthias Dahlmanns            | Karl-Philipp Strunk           |                   |
| 2014–2015 | Georg Winner          | Andreas Weiden     | Johannes Knörzer (ex officio) | Gianni Klesse                | Eric Abraham                | Wiebke Hahn         | Annika Tebben                 | Wojciech Morawiec             | Karl-Philipp Strunk           |                   |
| 2013–2014 | Cora Uhlemann         | Andreas Weiden     | Philipp Seibt                 | Gianni Klesse                | Hermann-Johannes Kerl       | Matthias Zimmermann | Annika Tebben                 | Wojciech Morawiec             | Lisa Hannusch                 |                   |
| 2012–2013 | Anna Bakenecker       | Enno Lorenz        | Philipp Seibt                 | Gianni Klesse                | Hermann-Johannes Kerl       | Matthias Zimmermann | Cora Uhlemann                 | Kerstin Kämpf                 | Sebastian Heupts              |                   |
| 2011–2013 | Anna Bakenecker       | Enno Lorenz        | Philipp Seibt                 |                              | Hermann-Johannes Kerl       |                     | Cora Uhlemann                 | Stephan Köhler                | Jochen Schneider              |                   |
| 2010–2011 | Alexander-C. Heinrich | Christian Steiner  | Jochen Schneider              |                              | Enno Lorenz                 |                     | Cora Uhlemann                 | Anna Bakenecker               | Matthias Mader                |                   |
| 2009–2010 | Alexander-C. Heinrich | Christian Steiner  | Christoph Decker              |                              | Marcel Wunram               |                     | Thomas F. Mohry               | René Pfitzner                 | Matthias Mader                |                   |
| 2008–2009 | Alexander-C. Heinrich |                    | Andreas Fehlner               |                              |                             |                     | Thomas F. Mohry               | Markus Fromm                  |                               |                   |
| 2007–2008 | René Pfitzner         |                    | Andreas Fehlner               |                              |                             |                     |                               | Markus Fromm                  |                               |                   |